# 第55師団 (日本軍)
第55師団（だいごじゅうごしだん）は、大日本帝国陸軍の師団の一つ。四国四県を徴兵区とする常設師団として、1940年（昭和15年）7月10日に留守第11師団を基幹に香川県仲多度郡善通寺町（現・善通寺市）で編成された。別名 楯師団 。

## 沿革
1940年（昭和15年）8月から常設師団のうちの8個師団が満州に永久駐屯することになり、代替の常設師団として同年7月10日に第51師団・ 第52師団・第54師団・第55師団・第56師団・第57師団の計6個師団がそれぞれ留守師団を基幹に編成された。第55師団は善通寺師管という師管を管轄した。師団出征後は留守第55師団が管区業務を引き継いだが、1945年（昭和20年）4月1日に善通寺師管が善通寺師管区に改称したとき、留守第55師団司令部が改称して善通寺師管区司令部となり、6月22日に四国軍管区司令部とさらに改称した。
師団は編成後当初は善通寺に在り、中部軍に属していたが、師団主力は大東亜戦争（太平洋戦争）開戦に伴い動員され、第15軍に属しビルマの戦いに従軍した。第一次アキャブ作戦では多大な戦果を挙げた。
1944年（昭和19年）1月、新設された第28軍に属し第二次アキャブ作戦に参戦したが敗退。イラワジ河に後退し、第38軍隷下となり仏印に移動。プノンペン付近で集結する中で終戦を迎えた。

### 南海支隊
1941年（昭和16年）11月15日、第55歩兵団司令部、歩兵第144連隊、山砲兵第55連隊第1大隊、第1野戦病院などにより堀井富太郎少将を長とする南海支隊が編成された。支隊は開戦後、グアム島攻略、ラバウル攻略に従軍。1942年（昭和17年）7月に始まったポートモレスビー作戦の担当となり、第5師団から歩兵第41連隊と、マレー作戦に投入された独立工兵第15連隊が追加配属された。
同年8月、支隊主力はニューギニア島ブナ地区のバサブアへ上陸しポートモレスビーを目指した。同年9月ポートモレスビーまで約50キロのイオリバイワを占領したが補給が途絶え撤退し、米豪軍の反撃により壊滅的損害を被った。1943年（昭和18年）11月、200名ほどの生存者が第55師団に復帰した。

## 師団概要

### 歴代師団長
- 永見俊徳 中将：1940年（昭和15年）8月1日 - 1940年12月2日[2]
- 石本寅三 中将：1940年（昭和15年）12月2日 - 1941年3月13日死去[3]
- 竹内寛 中将：1941年（昭和16年）4月1日 - 1942年12月1日[4]
- 古閑健 中将：1942年（昭和17年）12月1日 - 1943年10月23日[5]
- 花谷正 中将：1943年（昭和18年）10月23日 - 1945年7月9日[6]
- 佐久間亮三 中将：1945年（昭和20年）7月9日 - 終戦[7]

### 参謀長
- 加藤源之助 騎兵大佐：1940年（昭和15年）8月1日 - 1942年3月28日[8]
- 久保宗治 大佐：1942年（昭和17年）3月28日 - 1943年12月22日[9]
- 河村弁治 大佐：1943年（昭和18年）12月22日 - 1944年10月14日[10]
- 小尾哲三 大佐：1944年（昭和19年）10月14日 - 1945年6月19日[11]
- 斎藤弘夫 中佐：1945年（昭和20年）7月13日 - 終戦[12]

### 最終所属部隊
- 歩兵第112連隊（丸亀）：古谷朔郎大佐
- 歩兵第143連隊（徳島）：木村雄二郎大佐
- 歩兵第144連隊（高知）：吉田章雄大佐
- 騎兵第55連隊：杉本泰雄大佐
- 山砲兵第55連隊：井上義幸大佐
- 工兵第55連隊：村山誠一中佐
- 輜重兵第55連隊：八木達夫少佐
- 第55師団通信隊：河村律三郎少佐
- 第55師団兵器勤務隊：伊藤正雄大尉
- 第55師団衛生隊：内山万蔵中佐
- 第55師団第1野戦病院：小野彰少佐
- 第55師団第2野戦病院：瀧沢寿朗少佐
- 第55師団第4野戦病院：都甲元二少佐
- 第55師団病馬廠：宮沢正憲中尉
- 第55師団防疫給水部：藤岡勇少佐